# 雷维霈
雷维霈（?—?），江西南丰人，清朝政治人物。进士出身。
乾隆五十二年（1787年）丁未科進士。嘉庆十二年（1807年）接替李尧栋任福建延平府知府一职，嘉庆十三年(1808年)由邵葆醇接任。